# Joan de Nadau
Michel Maffrand
Joan de Nadau, né en 1948 à Cier-de-Luchon (Haute-Garonne), est un auteur-compositeur-interprète français. Joan de Nadau, de son vrai nom Michel Maffrand, est professeur de mathématiques jusqu'en 2006, date à laquelle il décide de prendre sa retraite de façon anticipée afin de se consacrer entièrement à la musique, activité qu’il mène en parallèle de sa carrière, depuis les débuts du groupe Nadau en 1974.
Joan de Nadau compose la musique, et écrit et interprète les textes du groupe. Chanteur et joueur d'accordéon, Joan est l'âme de Nadau. Conteur hors-pair, il raconte en français avant chaque chanson l'histoire qu'il va conter.
Il vit désormais dans le Comminges, à Cier-de-Luchon.

## Biographie

### Enfance, formation et débuts
Michel Maffrand, est né en 1948 à Cier-de-Luchon en Haute-Garonne. Il étudie à Saint-Gaudens avant de devenir professeur de mathématiques.
En 2006, il décide de prendre sa retraite de façon anticipée pour se consacrer entièrement à la musique, activité qu'il mène depuis les débuts du groupe Los de Nadau en 1974.

### Nom de scène
Michel Maffrand explique que le choix de son nom de scène remonte aux débuts du groupe, lorsqu'il était maître auxiliaire en mathématiques. Celui-ci a longtemps enseigné à l’École Normale de Foix et au collège d’Arthez-de-Béarn,. En effet, celui-ci estimait qu'il valait mieux pour des raisons politiques passer sous silence son activité musicale, afin de préserver son activité professionnelle.

### Carrière musicale
Nadau, nom du groupe formé autour de Joan, peut s'enorgueillir d'une carrière entamée le 10 février 1974 à Tarascon-sur-Ariège (Ariège), forte de quatre Zénith de Pau (1993, 1996, 2002, 2017), quatre Olympia (2000, 2005, 2010 et 2014) et d'innombrables concerts dans toute la Gascogne et  l'Occitanie,.
Joan de Nadau a écrit et composé 160 chansons. Il écrit ses textes en général en Béarnais ou en gascon de la montagne, possédant une longue tradition musicale.

## Discographie
- 1975 : Monsur lo regent
- 1976 : La venta a las enchèras
- 1978 : L'immortèla
- 1982 : T'on vas
- 1986 : Qu'èm ço qui èm
- 1991 : De cuu au vent (le groupe devient alors « Nadau » tout court)
- 1994 : Pengabelòt
- 1995 : S'avi sabut (compilation)
- 1996 : Nadau en companhia (live)
- 1999 : Plumalhon
- 2003 : Saumon
- 2005 : Nadau à l'Olympia (live)
- 2006 : Carnet de chansons
- 2007 : Maria
- 2010 : Olympia 2010 (live)
- 2013: L'Encantada
- 2017: Zenith de Pau 2017 (live)

## Vidéographie
- 1993 : Nadau en companhia
- 1996 : Nadau en companhia
- 2000 : Nadau à l'Olympia
- 2002 : Nadau en companhia
- 2005 : Nadau à l'Olympia
- 2010 : Olympia 2010
- 2014 : Olympia 2014
- 2017: Zenith de Pau 2017